# Монтгомері (Техас)
Монтгомері (англ. Montgomery) — місто (англ. city) в США, в окрузі Монтгомері штату Техас. Населення — 1948 осіб (2020).

## Географія
Монтгомері розташоване за координатами 30°23′29″ пн. ш. 95°41′46″ зх. д. / 30.39139° пн. ш. 95.69611° зх. д. (30.391425, -95.696153).  За даними Бюро перепису населення США в 2010 році місто мало площу 12,44 км², з яких 12,24 км² — суходіл та 0,20 км² — водойми.

## Демографія
Згідно з переписом 2010 року, у місті мешкала 621 особа в 237 домогосподарствах у складі 167 родин. Густота населення становила 50 осіб/км².  Було 290 помешкань (23/км²).
Расовий склад населення:
| - 67,1 % — білих - 26,4 % — чорних або афроамериканців - 0,6 % — корінних американців - 0,6 % — азіатів - 5,0 % — осіб інших рас |

До двох чи більше рас належало 0,2 %. Частка іспаномовних становила 14,5 % від усіх жителів.
За віковим діапазоном населення розподілялося таким чином: 26,9 % — особи молодші 18 років, 60,1 % — особи у віці 18—64 років, 13,0 % — особи у віці 65 років та старші. Медіана віку мешканця становила 38,6 року. На 100 осіб жіночої статі у місті припадало 95,3 чоловіків;  на 100 жінок у віці від 18 років та старших — 95,7 чоловіків також старших 18 років.
Середній дохід на одне домашнє господарство  становив 77 471 долар США (медіана — 48 125), а середній дохід на одну сім'ю — 94 969 доларів (медіана — 63 750). За межею бідності перебувало 20,3 % осіб, у тому числі 28,6 % дітей у віці до 18 років та 9,1 % осіб у віці 65 років та старших.
Цивільне працевлаштоване населення становило 318 осіб. Основні галузі зайнятості: освіта, охорона здоров'я та соціальна допомога — 20,1 %, будівництво — 19,2 %, мистецтво, розваги та відпочинок — 12,3 %, роздрібна торгівля — 10,4 %.